# Physiognomonie

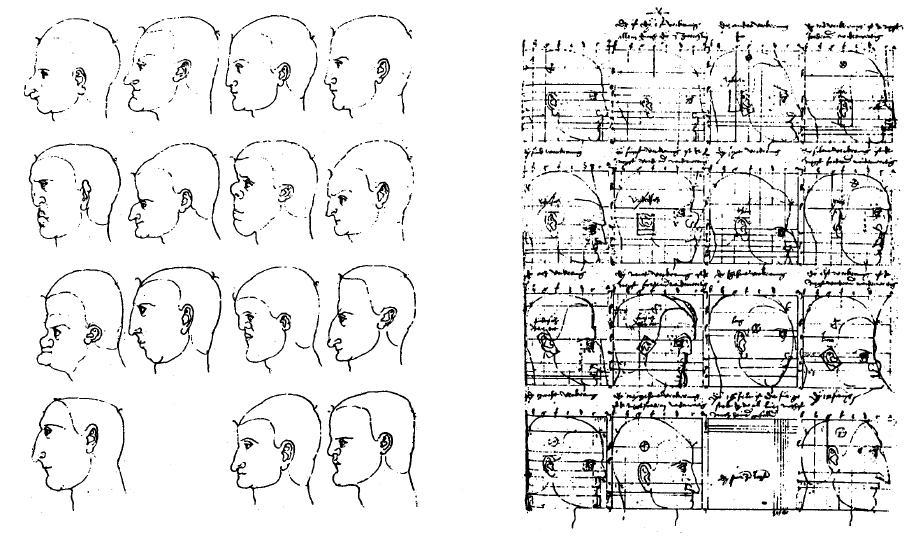
Étude de proportion de différents visages par Albrecht Dürer.

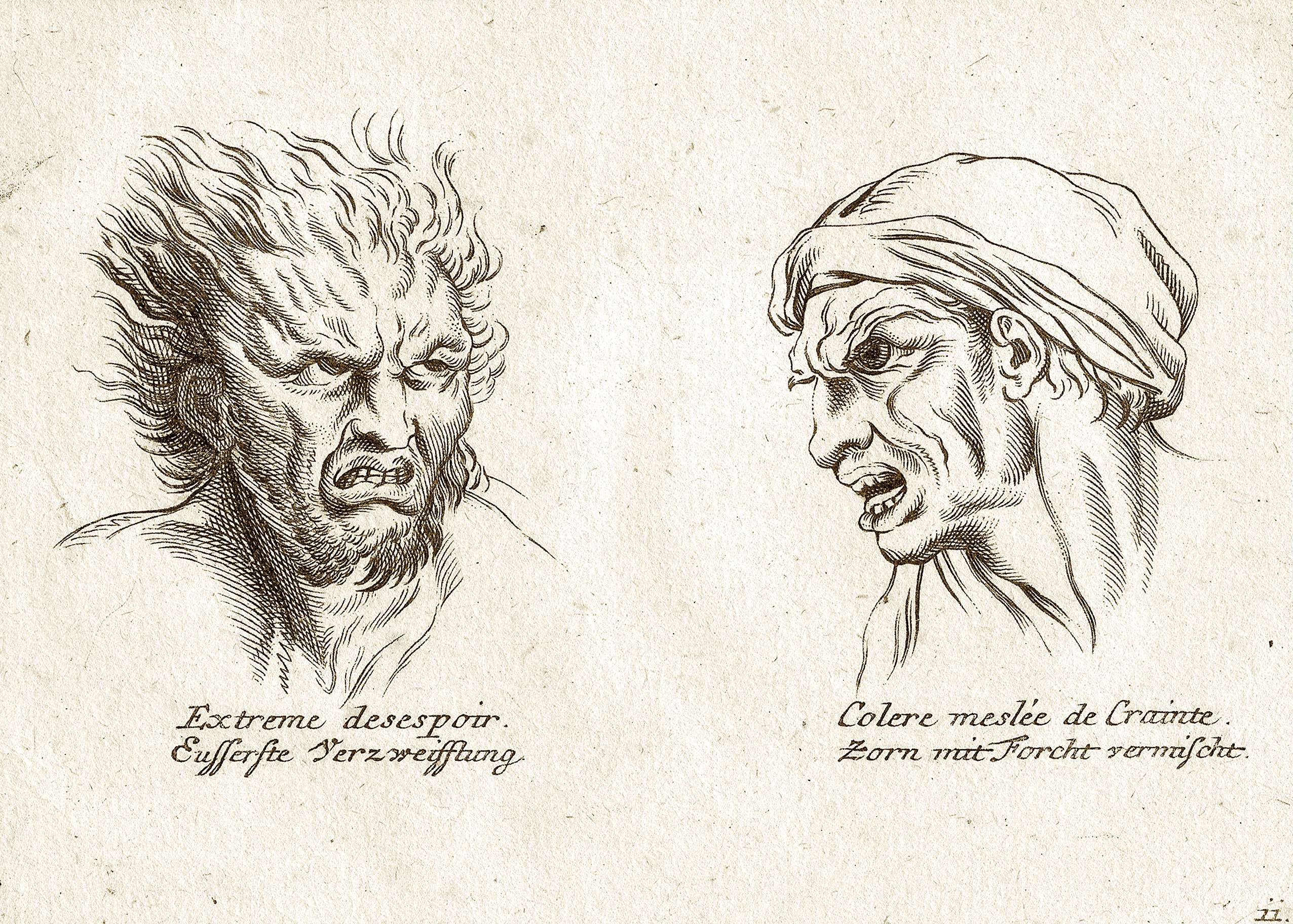
Illustration extraite d'un manuel de physiognomonie du XIXe siècle.

La physiognomonie est une méthode pseudo-scientifique fondée sur l'idée que l'observation de l'apparence physique d'une personne, et principalement les traits de son visage, peut donner un aperçu de son caractère ou de sa personnalité. Johann Kaspar Lavater en donne la définition suivante :

« La physionomie humaine est pour moi, dans l’acception la plus large du mot, l’extérieur, la surface de l’homme en repos ou en mouvement, soit qu’on l’observe lui-même, soit qu’on n’ait devant les yeux que son image. La physiognomonie est la science, la connaissance du rapport qui lie l’extérieur à l’intérieur, la surface visible à ce qu’elle couvre d’invisible. Dans une acception étroite, on entend par physionomie l’air, les traits du visage, et par physiognomonie la connaissance des traits du visage et de leur signification. »

La physiognomonie connut son essor au XIXe siècle, en particulier avec les thèses du criminologue Cesare Lombroso, portées dans son ouvrage L'Homme criminel (ce qui vaut encore à cette théorie d'être parfois appelée le lombrosianisme). Cette théorie permit notamment l'avènement d'une école positiviste italienne, qui visait à « mettre la science au service de l’ordre social ».
Cette théorie a été profondément critiquée par le corps médical, des philosophes, ainsi que par des juristes. Dénuée de méthodologie scientifique, cette pseudoscience est, d'après ces critiques, un élément du mouvement de racisme scientifique qui s'est développé au cours du XIXe siècle, et du nazisme. La découverte de l'ADN et des lois de la génétique (qui fondamentalement rappellent que l'aspect physique est très fortement lié aux gènes) permet de réfuter les postulats de base de cette pseudo-science. 
Dans l'Antiquité, la physiognomonie avait déjà ses détracteurs, comme l'atteste une anecdote racontée par Cicéron. Zopyre, un mage thrace qui, selon Aristote, aurait prédit à Socrate une mort violente, « faisait profession de discerner les mœurs des hommes et leur naturel d'après leur corps, leurs yeux, leur visage, leur front ». Or, voyant Socrate, il aurait déduit qu'il avait affaire à un homme « stupide et abruti », et aurait même ajouté : porté sur les femmes. Sur ce, Alcibiade aurait éclaté de rire. Le même Zopyre aurait attribué à Socrate une multitude de vices. Socrate se défendit contre les railleurs en disant : « Les vices étaient bien là, mais j'en ai triomphé par la raison ».

## Principes

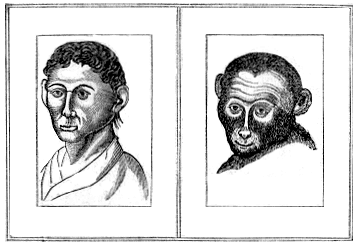
Illustration tirée de The Physiognomist's Own Book de 1841.

La physiognomonie a ses racines dans un fait psychologique : nous tendons parfois à supposer à quelqu'un un caractère, et ce simplement à partir de l'observation de son physique. Par exemple, quelqu'un de rond évoquera une douceur morale, etc. La physiognomonie a essayé de « fonder scientifiquement cette expérience », en dégageant d'abord des « régularités », et, à partir de là, des « lois ».
En cherchant les causes dans l'« objet du jugement » (i.e par la constitution d'une science) et non dans le « jugement subjectif » (i.e dans la psychologie), elle a longtemps échoué dans sa quête d'objectivité scientifique, même si elle a parfois dégagé certaines corrélations.
L'idée principale de la physiognomonie est qu'une « mesure » des différents angles (par exemple la saillie du menton), de la forme (une tête « carrée » ou plus « ovale »), des imperfections (la fameuse « bosse des maths » par exemple) permettait de déduire la personnalité d'un individu. La mesure permet la « mathématisation des données » qui, à son tour, permet de prétendre à une certaine « objectivité ». Mais cette théorie se fondait sur des critères totalement subjectifs, bien qu'on se soit efforcé de poser des « rapports quantitatifs » (un angle de plus de 45° entre l'axe de la mâchoire et l'axe du nez étant significatif, par exemple, d'un comportement agressif).
En ceci, la physiognomonie montrait qu'elle voulait se constituer comme science, selon les canons du XIXe siècle : à partir de l'« observation » de cas, elle voulait dégager par « mathématisation » puis par « induction » des lois universelles, en procédant d'une manière analogue à l'astronomie, et en voulant imiter les succès de Newton.

## Histoire
Les rapports entre l'aspect d'un individu et son caractère ont fait l'objet de remarques dès l'Antiquité, comme en témoignent certains vieux poèmes grecs. Les premières allusions à une théorie de la physiognomonie apparaissent au Ve siècle av. J.-C. à Athènes, où un certain Zoophore passait pour expert en la matière. Pythagore, que l'on regarde parfois comme l'instigateur de la physiognomonie, repoussa un jour un dénommé Cylon qui désirait devenir son adepte, simplement parce que le penseur lisait sur sa figure un signe de mauvais caractère.
Hippocrate (460 av. J.-C. - vers 370 av. J.-C.), médecin grec, divisa l’humain en « gras » et en « maigre », et élabore la théorie des quatre humeurs. Une combinaison des quatre éléments (eau, feu, air, terre) aux quatre qualités physiques (froid, chaud, sec, humide) influant sur les « humeurs » (sang, bile, pituite, atrabile). Galien (131 – 201), médecin grec, élabore la théorie de quatre complexions ou quatre tempéraments d’après la théorie des humeurs d’Hippocrate. Le colérique ou bilieux (bile rouge ou jaune), le sanguin (le sang), le flegmatique (la pituite), le mélancolique (la bile noire). Cette « classification » est encore utilisée au XIXe siècle.
Aristote fait souvent référence à la littérature concernant les rapports entre l'apparence et le caractère. Aristote était visiblement lui-même favorable à ces idées, comme en témoigne un passage de ses Premiers Analytiques (vers 350 av. J.-C.) :

« Il sera possible de déduire le caractère d'après les traits du visage, pour peu que l'on accepte que le corps comme l'âme ensemble sont changées par les affections naturelles : je dis naturelles, car bien que par l'étude de la musique un homme altère son âme, il ne s'agit pas là d'une affection que nous recevons comme naturelle : lorsque je parle d'émotions naturelles, je fais allusion aux passions et aux désirs. Si donc cela est admis et qu'en outre, à chaque changement est associé un signe spécifique, et qu'enfin l'on puisse assigner affection et signe en propre à chaque espèce animale, nous serons capables de déduire le caractère d'après les traits du visage. »

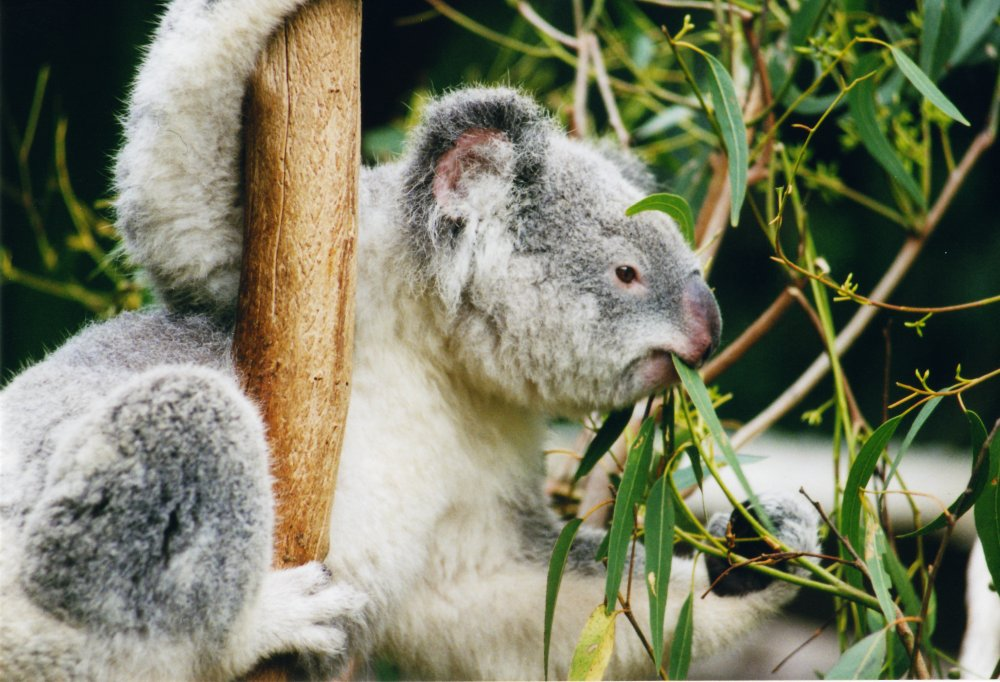
Un koala mangeant de l'eucalyptus : cela a-t-il affecté sa physionomie ?

Bien que ce passage soit délicat à traduire, Aristote semble faire allusion ici à des caractéristiques naturelles d'expression faciale propres à chaque animal, dont il suggère qu'elles peuvent s'analyser en termes de correspondance— par exemple, la dilection du koala pour les feuilles d'eucalyptus.
Le premier traité systématique de physiognomonie qui nous soit parvenu est un opuscule intitulé Physiognomica, attribué à Aristote (mais qui est plus probablement une œuvre du Lycée). L'ouvrage comprend deux parties, dont on pense qu'elles formaient à l'origine deux traités séparés : la première partie, qui passe en revue les arguments tirés d'observations de la nature et des caractères attribués aux races humaines, se concentre sur les différents aspects du comportement humain ; la seconde partie est consacrée au comportement animal, et divise le règne animal en caractères « mâles » et « femelles ». À partir de ces caractères sont dressées des correspondances entre la forme du corps humain et le caractère.
Les principaux ouvrages postérieurs à Aristote traitant de physiognomonie sont :
- Antonius Polémon de Laodicée, De physiognomonia (premier quart du IIe siècle apr. J.-C., en grec) ;
- Adamantios le Juif ou le Sophiste, Physiognomonica (IVe siècle apr. J.-C., en grec) ;
- un anonyme latin auteur d'un Liber de physiognomonia (IVe ou Ve siècle apr. J.-C.).

La popularité de la physiognomonie vient de ce qu'un livre très populaire au Moyen Âge en traite : Le secret des secrets. L'original est arabe (Xe siècle), mais le livre est attribué à Aristote. Il a été traduit en latin vers 1145 par Jean de Séville et, dans une version longue, par Philippe de Tripoli vers 1243, puis en français.
« Quant les cheveulx sont plains et souefz, l’omme est courtois, debonnaire et a froit cervel. Quant l’omme a les cheveulz aspres et espéz, il segnefie qu’il est fol et nice. Et quant il a grant quantité de poil au ventre et en la poitrine, saches qu’il a tres bonne et tres merveilleuse complection et singuliere nature, et tient moult en son cuer la villenie. S’il a les cheveulx noirs, il aime raison et justice et s’il les a roux, il est fol, se courouce de legier ; et s’il les a de couleur moienne entre noire et rousse, il est preudomme et aime paix. Qui a les yeulx grans, il est envieux, sans vergoingne, parresceux et sans obeïssance et s’ilz sont moiens et qu’ilz aient la couleur entre noire et jaune, il est de bon entendement, courtois et leal, et qui a les yeulx longz et estendus et long visage, tel homme est malicieux et mauvais, et qui a les yeulx samblables a yeulx d’asne qui tousjours regardent contre terre, il est fol et de dure nature et mauvaise. »
Un des premiers ouvrages médiévaux sur la physiognomonie vient de Michael Scot (mort en 1232). Son livre s'appelle Physionomia et il figure dans le célèbre grimoire le Grand Albert. Pietro d'Abano (1250-1318) a écrit un Liber compilationis phisionomie. On doit à Michel Savonarole un Speculum physionomiae (vers 1450). À la même date : Roland l'Écrivain, Reductorium phisionomie.
La Renaissance voit de grands livres avec de grands auteurs. Jérôme Cardan donne un De metoposcopia (1558, 1re éd. 1658, trad. : De la métoposcopie, Paris, Aux amateurs de livres, 1990, VIII-225 p., sur les aspects du front. Jean-Baptiste Della Porta écrit un De humana physiognomia (1586, trad. : De la phisionomie humaine, 1655, 1665).
Aux XVIe et XVIIe siècles, chiromancie et physiognomie sont associées, par exemple chez Bartolomeo Coclès (Della Rocca) (Chyromantiae ac physionomie Anastasis, 1504, trad. 1560 : Le Compendion et brief enseignement de physiognomie et chiromancie), Jean d'Indagine (Introductiones apotelesmaticae in chyromantiam, physiognomiam, astrologiam naturalem, complexiones hominum naturas planetarum, 1522, trad. : La chiromancie et physiognomonie par le regard des membres de l'homme, 1662), Jean Belot (Instruction familière et très facile pour apprendre les sciences de chiromancie et physiognomie, 1619), Martin Cureau de la Chambre (L'art de connoitre les hommes, 1660). Kaspar Lavater rendra la physiognomonie indépendante (Physiognomische Fragmente, 1775-1778).
En 1668, le peintre Charles Le Brun remet à l'honneur la physiognomonie zoologique, qui compare visage humain et face animale ou insiste sur les traits animaux de la face humaine (Conférences sur l'expression des différents caractères des passions, publiée en 1702).
Le traité le plus célèbre de physiognomonie, en Occident, a été écrit par Johann Kaspar Lavater : Physiognomische Fragmente (1775-1778, 4 vol., traduction : Physiognomonie ou l'art de connaître les hommes, 1806-1809).
En 1894, Eugène Ledos publie un volumineux Traité de la physionomie humaine inspiré des travaux de Lavater.
Génia Lioubow signe en 1902, dans la rubrique « Physiognomonie » de la revue de Gaston Méry L'Écho du merveilleux, un article consacré à Édouard Drumont, qui préface son ouvrage L'Art divinatoire. Les visages et les âmes publié l'année suivante par Flammarion.
La physiognomonie a été renouvelée par Louis Corman, dans Quinze leçons de morphopsychologie (1937). Il parle de « morphopsychologie », mais on reste dans la physiognomonie. Il adopte des principes nouveaux.

## Outil de lutte contre le crime
Les tentatives de Cesare Lombroso ont vécu leurs heures de gloire à la fin du XIXe siècle.
En 1905 la physiognomonie est utilisé par Edgar Wallace dans un cycle de romans policiers ayant pour titre « Quatre Justiciers » (The Four Just Men en anglais). Lombroso y est cité fréquemment.

## Une théorie critiquée
La physiognomonie a fait l'objet de nombreuses critiques, et son objectivité scientifique a même été remise en cause jusqu'à la fin du XXe siècle. Cependant, bien que ses fondements scientifiques soient toujours très contestés, elle garde encore aujourd'hui des adeptes. Ainsi, des recherches plus récentes, à partir des années 1990 notamment, tendent encore à montrer que l'apparence physique et les traits du visage offrent une certaine corrélation avec la position sociale et même certains traits de caractères comme l'honnêteté ou l'orientation sexuelle. Ces théories restent très minoritaires et critiquées par la communauté scientifique, notamment parce que les principes sur lesquels elles reposent sont aussi ceux qui ont servi de base aux théories eugénistes et au nazisme. 

### Critique de la philosophie: Hegel
Dans la Phénoménologie de l'esprit (1807), Hegel se livre à une critique de la physiognomonie, en citant plusieurs fois Georg Christoph Lichtenberg, auteur du livre Über Physiognomonik (Göttingen, 1788).
Hegel reproche à la physiognomonie de chercher la conscience de soi là où elle ne peut pas être, à savoir dans le sensible, dans le corporel, autrement dit, ses manifestations extérieures. Or, il n'y a pas de stricte équivalence nécessaire entre la conscience et ses manifestations :

« Il s'agit certes d'une expression, mais en même temps aussi uniquement en tant que signe, si bien que ce à quoi ressemble ce qui exprime le contenu exprimé est parfaitement indifférent à ce dernier. Certes, dans cette apparition phénoménale, l'intérieur est un Invisible visible, mais sans être rattaché à elle ; il peut tout aussi bien être dans un autre phénomène, qu'un autre intérieur peut être dans le même phénomène. Lichtenberg a donc raison de dire : "quand bien même le physiognomoniste mettrait un jour la main sur l'homme, il suffirait à celui-ci d'une seule brave petite décision pour se rendre de nouveau incompréhensible pendant des millénaires." »

— Phénoménologie de l'esprit, Aubier, 1991, trad. Lefebvre, p. 228
Le corps n'est que le signe de l'âme : par conséquent, la manifestation est arbitraire. Il peut renvoyer à tout et à son contraire, ce qui rend impossible toute constitution d'une science s'efforçant de dégager des lois universelles. L'âme n'est pas réductible à ses manifestations corporelles : l'intérieur, c'est-à-dire la conscience de soi, n'est pas et ne sera jamais visible. C'est pourquoi :
- un même état de la conscience peut avoir des manifestations diverses : l'intérieur peut tout aussi bien être dans un autre phénomène ;
- deux états différents de la conscience peuvent avoir la même manifestation : un autre intérieur peut être dans le même phénomène.

Ce jeu arbitraire entre l'intérieur et son phénomène (c'est-à-dire ce qui en apparaît) interdit la constitution d'une science, dans la mesure où celle-ci essaye au contraire de montrer des corrélations entre chaque état de la conscience et chacun de ses phénomènes. Ces corrélations ne peuvent pas exister, et ce en vertu de la seule nature de la conscience, qui est d'être un phénomène intérieur, qui entretient avec son phénomène une relation indifférente, c'est-à-dire arbitraire.

### Absence de déterminisme
Même si certains aspects de la personnalité pouvaient être prédits avec de bonnes chances de succès, il est important de noter qu'il ne s'agit que de probabilités et que des exceptions statitistiques sont toujours possibles. La physiognomonie ne peut prétendre qu'à identifier des tendances, mais la liberté humaine et les différentes expériences qu'une personne peut traverser jouent également un rôle.
Le caractère d'une personne n'est en effet pas déductible du seul aspect physique de la personne, mais dépend de nombreux facteurs externes : expériences, éducation…
On a montré que les variations génétiques sont beaucoup plus importantes qu'on ne l'avait cru jusqu'ici. Le codage responsable de synthèses protéiques déterminées quant à leur qualité et/ou leur quantité s'avère ainsi extrêmement individuel, conférant à chacun des caractéristiques propres du point de vue biochimique, physiologique, morphologique et psychologique. Ces caractéristiques sont de type probabiliste, l'individu « aura tendance » par exemple, à sécréter plus d'insuline, à être plus avide de sucre, plus porté à présenter un certain trait de tempérament ou de caractère, etc. Il ne sera absolument pas déterminé par ce fait : on a montré par exemple que certains syndromes somatiques ou psychopathologiques quand ils existent chez un individu se retrouvent plus fréquemment présents chez son éventuel jumeau monozygote que chez son éventuel jumeau dizygote. Les caractéristiques morphologiques se comportent de la même façon. Ces liens sont plutôt théoriques et devraient faire l'objet de recherches approfondies, sans négliger l'énorme influence du contexte social et sans doute de la liberté individuelle qui rendraient compte du fait qu'il existe une forte minorité de jumeaux monozygotes dont l'un exprimera la tendance considérée alors que l'autre parviendra à s'en dégager.

## Physiognomonie, phrénologie et morphopsychologie
De ces trois théories analogues, la physiognomonie est la plus ancienne. Honoré de Balzac s'inspire de la physiognomonie et de la phrénologie pour le portrait des personnages de La Comédie humaine.
Lavater, théologien, donne une interprétation religieuse à la physiognomonie dans son ouvrage La Physiognomonie ou l'Art de connaître les hommes. Dans l'édition de 1841 de ce livre, la notice sur Lavater, appartenant à François Fertiault, fait référence à la phrénologie. La notice évoque la phrénologie comme enfantée par la physiognomonie : « Et qui n'aimerait pas voir dans cet enfantement, de quelle manière marche la science pour arriver de la physiognomonie spiritualiste au matérialisme des phrénologues ! Cette dernière phase surtout serait le trait d'union qui lie Lavater à Gall ».
La morphopsychologie, apparue en 1937, se veut la continuation de la physiognomonie et de la phrénologie.

### Bibliographie

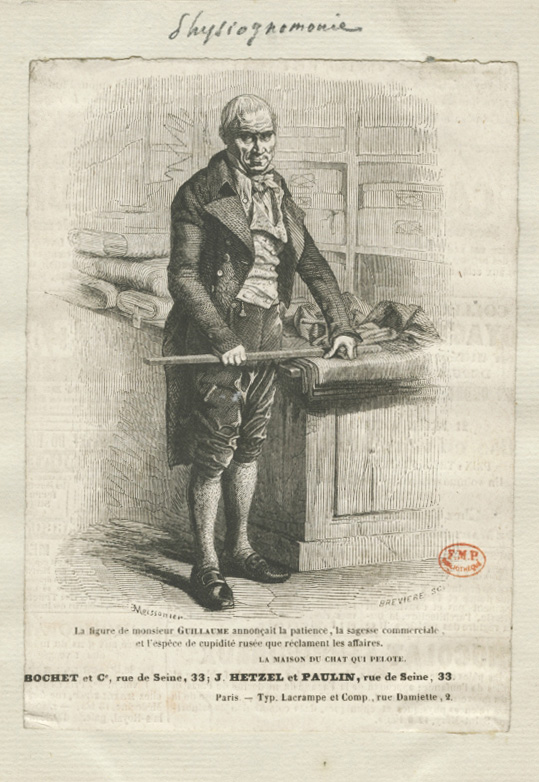
.

#### Textes
- Johann Kaspar Lavater, L’Art de connaître les hommes par la physionomie (1775-1778), trad., Paris, Depélafoi, libraire, rue de Grands Augustins, no 21, 1820.
- Louis Corman, Nouveau manuel de morphopsychologie, Stock, Paris, 1977.
- Le père Goriot de Honoré de Balzac (1835) qui offre l'application de la physiognomonie à travers notamment Madame Vauquer (caractère malsain confirmé par son portrait physique diatribe).
- Le Portrait de Dorian Gray d'Oscar Wilde (1890) adapté au cinéma notamment par Albert Lewin (1945). La laideur de l'âme de Dorian, conséquence de sa vie dissolue, s'illustre sur le tableau qui transfigure son aspect monstrueux. Il y a correspondance entre l'évolution esthétique du tableau et la dégénérescence morale du héros.
- Traité de physiognomonie (texte latin du IVe siècle, traduction de Jacques ANDRE), Belles-Lettres, 1981; 2003, 246 pages

#### Études
- Collectif, « La physiognomonie au XIXe siècle : transpositions esthétiques et médiatiques », Études françaises, numéro préparé par Valérie Stiénon et Érika Wicky, vol. 49, n° 3, 2013, 166 p. ([lire en ligne]).
- Lynn Thorndike, A History of Magic and Experimental Science, The Macmillan Company, 1929 ss.
- Ysabeau Alexandre, Lavater et Gall : physiognomonie et phrénologie, rendues intelligibles pour tout le monde…, Garnier frères (Paris), 1909
- Arthur Schopenhauer, Parerga et Paralipomena, II, chapitre VI. "Zur Physiognomik" (1851, première édition).

#### Œuvres d'auteurs défendant cette théorie
- [PDF] Cesare Lombroso (trad. Régnier et Bournet), L’homme criminel. Étude anthropologique et psychiatrique., Paris, Félix Alcan, 1887 (lire en ligne)
- Enrico Ferri (trad. Léon Terrien), Sociologie criminelle, Paris, Félix Alcan, 1887 (lire en ligne)
- Johann Kaspar Lavater, L'Art de connaître les hommes par la physionomie, Paris, Depélafoi, 1820
- Johann Kaspar Lavater, Physiognomische Fragmente, Weidmanns Erben und Reich, und Heinrich Steiner und Compagnie, 1775-1778 (lire en ligne)Collections patrimoniales numérisées par le service commun de documentation des universités de Strasbourg.

#### Auteurs ayant contribué à cette théorie
- Enrico Ferri
- Johann Kaspar Lavater
- Cesare Lombroso

#### Doctrines liées
- Chiromancie : art divinatoire des lignes et monts de la main
- Phrénologie : étude de la forme des crânes
- Métoposcopie : art divinatoire des rides du front
- Rumpologie : étude de la forme des fesses
- Morphopsychologie : pseudo-science basée sur l'étude des visages